# Behind the Rising Sun
Behind the Rising Sun är en amerikansk långfilm från 1943 i regi av Edward Dmytryk, med Margo, Tom Neal, J. Carrol Naish och Robert Ryan i rollerna. Filmen är baserad på romanen Behind the Rising Sun (1941) av James R. Young.

## Handling
I Tokyo 1943 mottar Reo Seki (J. Carrol Naish) askan från sin döde son. Han känner skuld för det som har hänt och börjar skriva i sin dagbok och berättar om de hemskheter som gjorts i Japans namn sedan början av 1930-talet.

## Rollista
| Margo                    | – Tama Shimamura |
| Tom Neal                 | – Taro Seki      |
| J. Carrol Naish          | – Reo Seki       |
| Robert Ryan              | – Lefty O'Doyle  |
| Gloria Holden            | – Sara Braden    |
| Donald Douglas           | – Clancy O"Hara  |
| George Givot             | – Boris          |
| Adeline De Walt Reynolds | – Grandmother    |
| Leonard Strong           | – Tama"s Father  |

## Produktionen
Regissören Edward Dmytryk och manusförfattaren Emmet Lavery hade året innan skapat den väldigt populära propagandafilmen Hitlers barn. Man tog egentligen samma idé här, boken köptes in för den fångande titeln och på en inte särskilt originell handling lade man in scener med diverse krigsförbrytelser som rapporterats.

## Mottagande
Filmen blev en stor succé och gick med $1,48 miljoner dollar i vinst.